# エウリュトス
エウリュトス（古希: Εὔρυτος, Eurytos, 英: Eurytus）は、ギリシア神話に複数登場する人物、または巨人である。

## ギガンテスのひとり

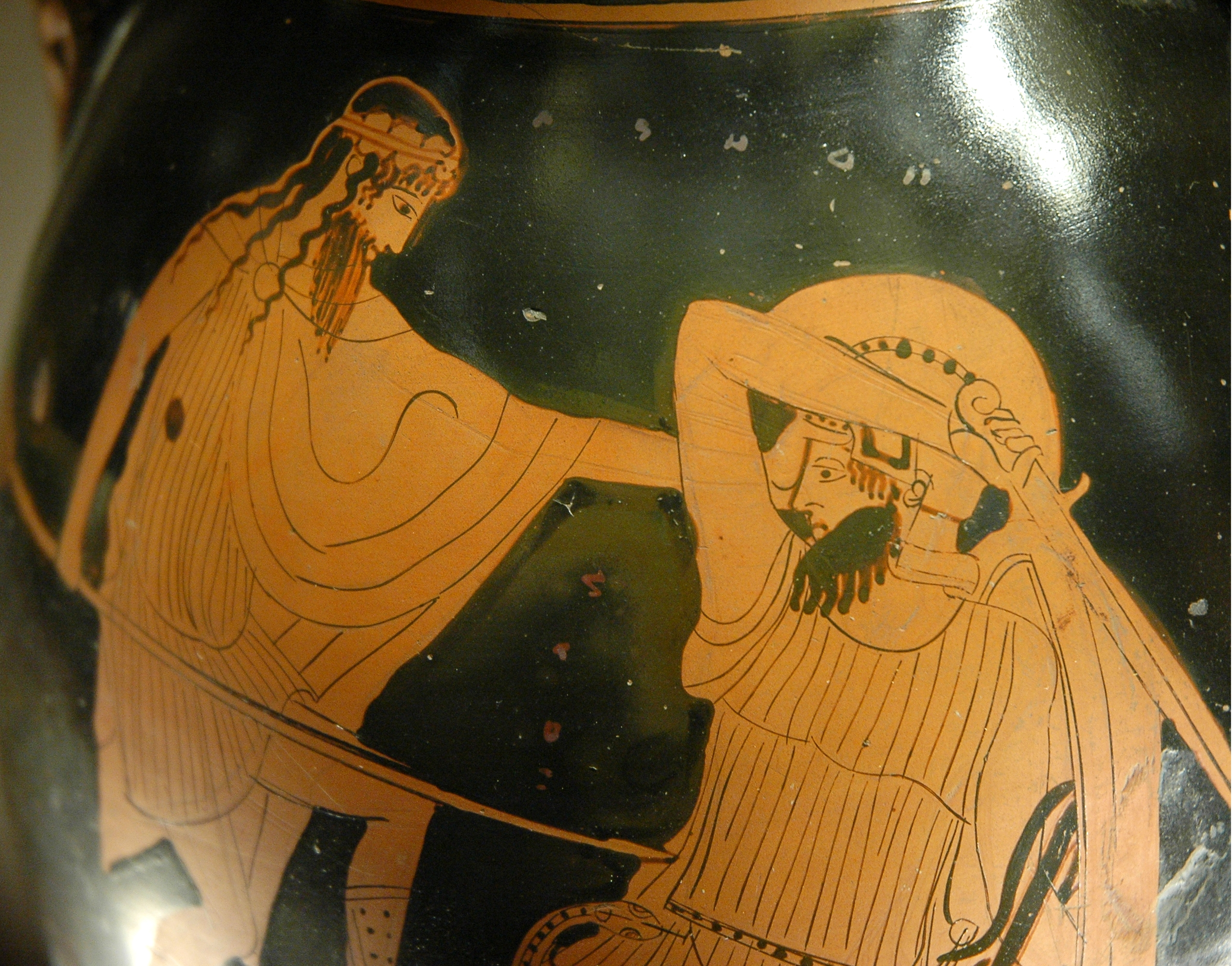
ギガントマキアーでエウリュトスを打ち倒すディオニューソス。紀元前460年ごろ、アッティカの赤絵式壺絵。（ルーヴル美術館所蔵）

ガイアとウーラノスの息子で巨人族のひとり。ガイアとタルタロスの子とする説もある。
ギガントマキアーで、ディオニューソスがテュルソスの杖でエウリュトスを打ち倒し、ヘーラクレースが毒矢でとどめを刺した。

## アクトールの息子
アクトールとモーリオネーの息子で、クテアトスと双子の兄弟。彼らはモリオネーと呼ばれ、一説には父親はポセイドーンともいう。オーレノス王デクサメノスの娘テーライポネーとの間にタルピオスをもうけた。
エウリュトスはクテアトスとともにカリュドーンの猪狩りに参加し、エーリス地方の武将としてヘーラクレースとも戦った。息子のタルピオスはスパルタの王女ヘレネーの求婚者のひとり。

## ヘルメースの息子
ヘルメースとアンティアネイラの息子。兄弟のエキーオーンとともにアルゴナウタイのひとり。
エウリュトスはアルゴナウタイのイオールコス帰還後、アカストスが開催したペリアースの葬礼競技において、弓術で優勝した。また、カリュドーンの猪狩りに参加したともいう。

## オイカリアの王
エウリュトスの系図（ヘーシオドス『名婦列伝』より）
|  |  | アポローン   | アポローン   | アポローン   | アポローン   | アポローン   | アポローン   |            |            | プロノエー     | プロノエー     | プロノエー     | プロノエー     | プロノエー     | プロノエー     |              |              | ラーオトエー | ラーオトエー | ラーオトエー | ラーオトエー | ラーオトエー     | ラーオトエー     |                  |                  | ポルターオーン   | ポルターオーン   | ポルターオーン | ポルターオーン | ポルターオーン | ポルターオーン |              |              | エウリュテー | エウリュテー | エウリュテー | エウリュテー | エウリュテー | エウリュテー |  |  |  |  |  |  |  |  |  |  |  |  |  |  |  |  |  |  |  |  |  |  |  |  |
|  |  | アポローン   | アポローン   | アポローン   | アポローン   | アポローン   | アポローン   |            |            | プロノエー     | プロノエー     | プロノエー     | プロノエー     | プロノエー     | プロノエー     |              |              | ラーオトエー | ラーオトエー | ラーオトエー | ラーオトエー | ラーオトエー     | ラーオトエー     |                  |                  | ポルターオーン   | ポルターオーン   | ポルターオーン | ポルターオーン | ポルターオーン | ポルターオーン |              |              | エウリュテー | エウリュテー | エウリュテー | エウリュテー | エウリュテー | エウリュテー |  |  |  |  |  |  |  |  |  |  |  |  |  |  |  |  |  |  |  |  |  |  |  |  |
|  |  |              |              |              |              |              |              |            |            |                |                |                |                |                |                |              |              |              |              |              |              |                  |                  |                  |                  |                  |                  |                |                |                |                |              |              |              |              |              |              |              |              |  |  |  |  |  |  |  |  |  |  |  |  |  |  |  |  |  |  |  |  |  |  |  |  |
|  |  |              |              |              |              | メラネウス   | メラネウス   | メラネウス | メラネウス | メラネウス     | メラネウス     |                |                |                |                |              |              |              |              |              |              | ストラトニーケー | ストラトニーケー | ストラトニーケー | ストラトニーケー | ストラトニーケー | ストラトニーケー |                |                | オイネウス     | オイネウス     | オイネウス   | オイネウス   | オイネウス   | オイネウス   |              |              |              |              |  |  |  |  |  |  |  |  |  |  |  |  |  |  |  |  |  |  |  |  |  |  |  |  |
|  |  |              |              |              |              | メラネウス   | メラネウス   | メラネウス | メラネウス | メラネウス     | メラネウス     |                |                |                |                |              |              |              |              |              |              | ストラトニーケー | ストラトニーケー | ストラトニーケー | ストラトニーケー | ストラトニーケー | ストラトニーケー |                |                | オイネウス     | オイネウス     | オイネウス   | オイネウス   | オイネウス   | オイネウス   |              |              |              |              |  |  |  |  |  |  |  |  |  |  |  |  |  |  |  |  |  |  |  |  |  |  |  |  |
|  |  |              |              |              |              |              |              |            |            |                |                |                |                |                |                |              |              |              |              |              |              |                  |                  |                  |                  |                  |                  |                |                |                |                |              |              |              |              |              |              |              |              |  |  |  |  |  |  |  |  |  |  |  |  |  |  |  |  |  |  |  |  |  |  |  |  |
|  |  |              |              |              |              |              |              |            |            |                |                |                |                | エウリュトス   | エウリュトス   | エウリュトス | エウリュトス | エウリュトス | エウリュトス |              |              |                  |                  |                  |                  |                  |                  |                |                | テューデウス   | テューデウス   | テューデウス | テューデウス | テューデウス | テューデウス |              |              |              |              |  |  |  |  |  |  |  |  |  |  |  |  |  |  |  |  |  |  |  |  |  |  |  |  |
|  |  |              |              |              |              |              |              |            |            |                |                |                |                | エウリュトス   | エウリュトス   | エウリュトス | エウリュトス | エウリュトス | エウリュトス |              |              |                  |                  |                  |                  |                  |                  |                |                | テューデウス   | テューデウス   | テューデウス | テューデウス | テューデウス | テューデウス |              |              |              |              |  |  |  |  |  |  |  |  |  |  |  |  |  |  |  |  |  |  |  |  |  |  |  |  |
|  |  |              |              |              |              |              |              |            |            |                |                |                |                |                |                |              |              |              |              |              |              |                  |                  |                  |                  |                  |                  |                |                |                |                |              |              |              |              |              |              |              |              |  |  |  |  |  |  |  |  |  |  |  |  |  |  |  |  |  |  |  |  |  |  |  |  |
|  |  | デーイオーン | デーイオーン | デーイオーン | デーイオーン | デーイオーン | デーイオーン |            |            | クリュティオス | クリュティオス | クリュティオス | クリュティオス | クリュティオス | クリュティオス |              |              | トクセウス   | トクセウス   | トクセウス   | トクセウス   | トクセウス       | トクセウス       |                  |                  | イーピトス       | イーピトス       | イーピトス     | イーピトス     | イーピトス     | イーピトス     |              |              | イオレイア   | イオレイア   | イオレイア   | イオレイア   | イオレイア   | イオレイア   |  |  |  |  |  |  |  |  |  |  |  |  |  |  |  |  |  |  |  |  |  |  |  |  |
|  |  | デーイオーン | デーイオーン | デーイオーン | デーイオーン | デーイオーン | デーイオーン |            |            | クリュティオス | クリュティオス | クリュティオス | クリュティオス | クリュティオス | クリュティオス |              |              | トクセウス   | トクセウス   | トクセウス   | トクセウス   | トクセウス       | トクセウス       |                  |                  | イーピトス       | イーピトス       | イーピトス     | イーピトス     | イーピトス     | イーピトス     |              |              | イオレイア   | イオレイア   | イオレイア   | イオレイア   | イオレイア   | イオレイア   |  |  |  |  |  |  |  |  |  |  |  |  |  |  |  |  |  |  |  |  |  |  |  |  |

アポローンの子メラネウスとポルターオーンの娘ストラトニーケーとの間に生まれた息子で、オイカリアを治める王。ヘーラクレースに弓術を教えた。エウリュトスの弓術はアポローンから授けられたという（「エウリュトスの弓」の節参照）。
ヘーシオドスの『名婦列伝』では、エウリュトスにはイーピトス、デーイオーン、クリュティオス、トクセウスの4人の息子があったとする。ヒュギーヌスではピュローンの娘アンティオペーを妻として、息子のイーピトスとクリュティオスはアルゴナウタイであるとする。
以下はアポロドーロスに基づく。エウリュトスは、彼と彼の息子たちを弓術で負かした者に娘のイオレーを妻に与えると公言していた。これを聞いたヘーラクレースは妻のメガラーをイオラーオスに与え、自分はイオレーを求めてオイカリアで弓術合戦を挑んだ。結果はヘーラクレースの勝ちだった。なお、この試合でエウリュトスは殺され、後はエウリュトスでなく息子たちの話だとする説もある。
エウリュトスの息子イーピトスは約束どおりイオレーをヘーラクレースに与えるよう主張したが、エウリュトスとその他の息子は、ヘーラクレースが以前に狂気に襲われてわが子を殺したことをあげつらい、イオレーに子供ができれば同様に殺人を犯すおそれがあるとしてこれを拒んだ。ヘーラクレースは怒ったが、このときは引き下がった。
その後、エウボイア島でエウリュトスの牛が盗まれる事件が起こった。実はアウトリュコスの仕業だったが、エウリュトスはヘーラクレースが弓術合戦の腹いせにしたことではないかと疑った。息子のイーピトスだけはヘーラクレースを弁護し、ティーリュンスにやって来て、盗まれた牛をともに探すようにヘーラクレースを誘った。ヘーラクレースはイーピトスを歓待したが、再び気が狂ってイーピトスを城壁から投げて殺した。このことが原因でヘーラクレースは病気に取り憑かれ、神託によってオムパレーの奴隷とされ、エウリュトスに殺人の代価を払うことを命じられた。しかし、エウリュトスは受け取りを拒否した。
年季の明けたヘーラクレースは、トロイア、エーリス、ピュロスを次々に攻略し、エウリュトスへの復讐のためにオイカリアをも襲った。このとき、アルカディア人、トラーキースのメーリス人、エピクネーミスのロクリス人がヘーラクレースの味方をし、エウリュトスと息子たちはみな殺され、イオレーは捕虜となった。イオレーのことを知ったヘーラクレースの妻デーイアネイラは、ネッソスの血を塗った下着をヘーラクレースに贈った。これにより、ヘーラクレースは最期を迎えることになる。

### エウリュトスの弓
ホメーロスの叙事詩『オデュッセイアー』では、エウリュトスはアポローンから弓の技を授けられたが、アポローンと競って殺されたとされる。
また、エウリュトスが持っていた弓は、もともとアポローンから譲られたものともいわれ、息子のイーピトスが受け継いだ。イーピトスが盗まれた馬を探しているときにメッセーネーでオデュッセウスと出会い、エウリュトスの弓とオデュッセウスの刀・槍とを交換した。オデュッセウスは弓をイタケーに持ち帰り、トロイア戦争に出陣したときには居館に残して行った。オデュッセウスの留守中、妻ペーネロペーへの求婚者が大勢館に集まった。密かに帰還したオデュッセウスは、彼らを掃討するために一計を案じ、これにエウリュトスの弓が重要な役割を果たす。

## ヒッポコオーンの息子
ヒッポコオーンの息子のひとり。兄弟にドリュクレウス、スカイオス、エナロポロス、エウテイケース、プーコロス、リュカイトス、テブロス、ヒッポトオス、ヒッポコリュステース、アルキコース、アルコーン。
ヒッポコオーンは息子たちとともに兄弟のテュンダレオース、イーカリオスを追放してラケダイモーン（スパルタの別称）の王となった。ヘーラクレースがエーリス遠征につづいてピュロスを攻略したとき、ヒッポコオーンと息子たちはピュロスのネーレウスに味方した。また、ヒッポコオーンの息子たちがリキュムニオスの息子を殺したため、ヘーラクレースによって復讐され、全員が殺された。